# Kurigalzu II
Kurigalzu II, che regnò dal 1332 al 1308 a.C., indicato nelle fonti come Kurigalzu ṣicḫru (=il più giovane o il giovane) (fl. XIV secolo a.C.), fu un re di Babilonia della dinastia dei Cassiti (Kaššu). Aveva il titolo di "re del tutto" (Šar kissati).

## Biografia
La Storia sincronica riporta una vittoria di Enlil-nirari su Kuri-galzu II a Sugagi, sul Tigri, in cui quest'ultimo catturò l'intero campo.
Kurigalzu II mosse guerra anche a Subartu e all'Elam sotto il re Hurpatila. È possibile che sia stato Kurigalzu II a devastare l'Elam e a conquistare Susa. Il contesto storico, tuttavia, suggerisce di attribuire le fonti corrispondenti all'omonimo antenato, Kurigalzu I, che condusse l'impero cassita-babilonese a un punto culminante e costruì la nuova capitale Dur Kurigalzu (1390 a.C. circa). 
Una statua proveniente da Susa reca l'iscrizione "Kurigalzu, il re di tutto, che sconfisse Susa e l'Elam e distrusse Marḫaši". Anche un'iscrizione dedicatoria del Tempio di Enlil a Nippur racconta della vittoria sull'Elam. Una lastra di agata dedicata a Dungi era stata catturata dal re elamita Kutir-Nahhunte III e portata a Susa, dove Kurigalzu l'aveva a sua volta catturata e dedicata a Enlil a Nippur.
Del suo regno sono sopravvissuti circa 150 testi economici e diversi testi votivi, spesso su piccoli oggetti di pietra.